# Maubeuge
Maubeuge je město ve francouzském departementu Nord s přibližně 29 tisíci obyvateli. Nachází se na řece Sambre 7 km od státní hranice s Belgií a prochází jím silnice Route nationale 2.
Původní název zněl v latině Malbodium. Roku 661 zde svatá Aldegunda založila významný ženský klášter, který byl zrušen za Velké francouzské revoluce. Město bylo součástí historického Henegavska, po Nijmegenském míru připadlo Francii a Sébastien Le Prestre de Vauban zde vybudoval pohraniční pevnost. O Maubeuge se sváděly těžké boje za první i za druhé světové války, v roce 1940 Němci zničili devadesát procent budov v historické části města.
Po objevení blízkých ložisek uhlí v 18. století se město stalo centrem těžkého průmyslu, jehož restrukturalizace koncem 20. století vedla k výraznému nárůstu nezaměstnanosti, Maubeuge proto bylo klasifikováno jako čtvrté nejchudší město Francie. Nachází se zde pobočka firmy Renault, tradici má také výroba porcelánu. Maubeuge má zoologickou zahradu a vojenské muzeum, nedaleko leží přírodní park Avesnois. Kostel svatého Petra a Pavla, postavený v roce 1955 podle projektu Andrého Lurçata, je zanesen na seznam Monument historique.
Narodil se zde renesanční malíř Jan Gossaert, nazývaný také podle města „Jan Mabuse“. Jean Chérasse natočil v roce 1962 hudební komedii Un clair de lune a Maubeuge. Ve filmu Četník a četnice vyhrožuje rytmistr Gerber svým podřízeným, že je nechá přeložit do Maubeuge.